# 27-я церемония «Грэмми»
27-я церемония вручения премий «Грэмми» состоялась 26 февраля 1985 года в Shrine Auditorium, Лос-Анджелес. Синди Лопер была номинирована в 6 категориях (включая все 4 основные) и в итоге получила 2 премии «Грэмми».

## Основная категория
- Запись года
  - Terry Britten (продюсер) & Тина Тёрнер за песню «What's Love Got to Do with It?»
- Альбом года
  - James Anthony Carmichael (продюсер) & Лайонел Ричи за альбом «Can't Slow Down»
- Песня года
  - Terry Britten & Graham Lyle  (авторы) за песню «What's Love Got to Do with It?» в исполнении Тина Тёрнер (другие номинанты: «Against All Odds», «Hello», "I Just Called to Say I Love You, «Time After Time»)
- Лучший новый исполнитель
  - Синди Лопер (другие номинанты: Sheila E., Frankie Goes to Hollywood, Corey Hart, The Judds)

## Классическая музыка

### Лучший классический альбом
- John Strauss (продюсер), Neville Marriner (дирижёр), the Ambrosian Opera Chorus, Choristers of Westminster Abbey & английский камерный оркестр Академия Святого Мартина в полях (Academy of St. Martin in the Fields) за альбом Amadeus (Original Soundtrack)

## Поп

### Лучшее женское вокальное поп-исполнение
- Тина Тёрнер — «What's Love Got to Do with It?»

### Лучшее мужское вокальное поп-исполнение
- Фил Коллинз — «Against All Odds (Take a Look at Me Now)»

## R&B

### Лучшее женское вокальное R&B-исполнение
- Чака Хан — «I Feel for You»

### Лучшее мужское вокальное R&B-исполнение
- Билли Оушен — «Caribbean Queen» (No More Love on the Run)

## Джаз

### Лучшее инструментальное джаз-соло
- Уинтон Марсалис — «Hot House Flowers»

### Best Jazz Instrumental Performance, Big Band
- Каунт Бэйси — «88 Basie Street»

## Кантри

### Лучшее женское кантри-исполнение
- Эммилу Харрис — «In My Dreams»

### Лучшее мужское кантри-исполнение
- Мерл Хаггард — «That’s the Way Love Goes»

### Лучшее вокальное исполнение кантри дуэтом или группой[англ.]
- The Judds — «Mama He’s Crazy»

### Лучшее инструментальное исполнение кантри[англ.]
- Ricky Skaggs — «Wheel Hoss»

### Лучшая кантри-песня
- Steve Goodman (автор) — «City of New Orleans» (Вилли Нельсон)

## Музыкальное Видео

### Лучшее короткое музыкальное видео
- Дэвид Боуи — «Jazzin’ for Blue Jean»

### Best Video Album
- Майкл Джексон — «Making Michael Jackson’s Thriller»